# Magda Kropiunig
Magda Kropiunig, eigentlich Magdalena Kropiunig, (* 11. Juni 1977 in Klagenfurt) ist eine österreichische Schauspielerin.

## Leben
Magda Kropiunig besuchte zunächst die Schauspielschule Odeon von Herta Fauland in Klagenfurt, ab 1997 studierte sie an der staatlichen Schauspielakademie in Ljubljana, die Ausbildung schloss sie 2001 ab. Parallel dazu spielte sie an slowenischen Off-Theatern, außerdem war sie in einer Sitcom im slowenischen Fernsehen zu sehen. Auftritte hatte sie beispielsweise am Slowenischen Nationaltheater, am Stadttheater Klagenfurt, im Rahmen der Wiener Festwochen und an der Neuen Bühne Villach. Im Musical The Full Monty verkörperte sie 2010 am Spas Teater in Ljubljana die Rolle der Jeanette, in der Uraufführung von Storklje Umirajo (Sterbende Störche) am slowenischen Theatro Capodistria hatte sie 2011 als Judita die Hauptrolle.
Gemeinsam mit Christoph Grissemann und Dirk Stermann war sie ab 2016 im Stück Sonny Boys von Neil Simon am Wiener Rabenhof Theater zu sehen. Ab September 2017 präsentierte sie die Rubrik Promi-Interviews in der Satire-Sendung Tagespresse aktuell im ORF. 2018 war sie in der multimedialen Comic-Performance der Austrian Superheroes (ASH) am Rabenhof Theater an der Seite von Christian Strasser und Randolf Destaller zu sehen. Im Dezember 2019 war sie in der von Clemens Maria Schreiner präsentierten ORF-Sendung „Fakt oder Fake“ zu Gast. Im Juni 2022 feierte sie mit einer Bühnenfassung des Romanes Malina unter der Regie von Ute Liepold (Theater Wolkenflug) an der Seite von Grischka Voss und Birgit Fuchs im Burghof Klagenfurt Premiere. 2024 spielte sie dort die Titelrolle im Jedermann.
Neben der Schauspielerei ist sie als Sprecherin für TV-Dokumentationen und als Moderatorin für das ORF-Landesstudio Kärnten tätig.

## Filmografie (Auswahl)
- 1999–2000: Das fünfte Haus links (Fernsehserie)
- 2000–2001: Die Schrebergärtner (Fernsehserie)
- 2002–2003: Die Trafik (Fernsehserie)
- 2002: Amir
- 2003: Roza und Dergi im Königreich der Murmeltiere
- 2004: Verflüchtigung
- 2004: Die Liebe hat das letzte Wort
- 2005: Sperrstunde
- 2007: Tom Turbo – Alarm, mein Boss dreht durch!
- 2008: Revanche
- 2008: Die Landschaft Nr. 2 (Pokrajina St.2)
- 2006–2008: Der Arzt vom Wörthersee (Fernsehfilmreihe)
- 2009: Die Lottosieger – Wie kommt der Kuckuck ins Nest?
- 2011: Vermisst – Alexandra Walch, 17
- 2011: Schlawiner (Fernsehserie, zwei Episoden)
- 2012: Let Me Try Again
- 2013: CopStories – Nackerpatzl
- 2015: Landkrimi – Wenn du wüsstest, wie schön es hier ist
- 2015: SOKO Donau – Vor aller Augen
- 2015: SOKO Kitzbühel – Alte Wunden
- 2017: Schnell ermittelt – Gudrun Schatzinger
- 2017: Sly Foxes / Stekle lisice
- 2022: Love Machine 2
- 2023: Dave (Staffel 2: Episode 6)